# Giuseppe Bergomi
Giuseppe Raffaele Bergomi, detto Beppe (Milano, 22 dicembre 1963), è un ex calciatore italiano, di ruolo difensore. Con la nazionale italiana si è laureato campione del mondo nel 1982.
Considerato uno dei migliori difensori della sua generazione, nel corso della sua ventennale carriera professionistica ha sempre militato nell'Inter, squadra di cui è stato capitano dal 1992 al 1999: con i nerazzurri ha vinto una Coppa Italia (1981-1982), un campionato di Serie A (1988-1989), una Supercoppa italiana (1989) e tre Coppe UEFA (1990-1991, 1993-1994 e 1997-1998).
Nella nazionale italiana, di cui è stato capitano dal 1988 al 1991, ha totalizzato 81 presenze, prendendo parte a quattro campionati del mondo (Spagna 1982, Messico 1986, Italia 1990 e Francia 1998) e a un campionato d'Europa (Germania Ovest 1988, al termine del quale è stato inserito nella formazione ideale del torneo); la vittoria del mondiale 1982 lo ha reso, a 18 anni, il più giovane calciatore italiano ad aver vinto la rassegna iridata, nonché il secondo più giovane in assoluto dopo Pelé. Conta 7 presenze anche nell'Italia under 21, con cui ha preso parte a due europei di categoria (1982 e 1984).
È il giocatore con più partite disputate nella storia della Coppa UEFA/Europa League (96); in passato ha occupato il primo posto anche nella classifica di presenze in Coppa Italia (119), dove figura in seconda posizione dietro Roberto Mancini, e in quella delle competizioni UEFA per club (117). Nell'Inter, oltre ai record di presenze in Coppa UEFA e Coppa Italia di cui è detentore, ha registrato quelli di partite totali (757), in campionato (519), nelle coppe europee e nel derby di Milano (44), battuti dal solo Javier Zanetti. Al momento del suo ritiro è inoltre il giocatore con più incontri disputati in un unico club italiano.
È stato incluso tre volte consecutive, dal 1989 al 1991, nella formazione ideale della rivista Onze Mondial, mentre nel 1997 ha vinto il Premio Scirea. Dopo il ritiro è stato inserito nella FIFA 100 nel 2004, nella Hall of Fame del calcio italiano (categoria Giocatore italiano) nel 2016 e nella Hall of Fame dell'Inter nel 2020.

## Biografia
Rimane orfano del padre a 16 anni mentre è in ritiro a Lipsia con la nazionale giovanile. All'inizio della carriera, nonostante la giovane età, è soprannominato Zio da Gianpiero Marini, per via dell'aria matura conferitagli dai baffi che portava.

## Caratteristiche tecniche
(Enzo Bearzot, 1982)

Bergomi (a sinistra) all'Inter, mentre contrasta in scivolata il monegasco Henry durante le semifinali di Coppa UEFA 1996-97

Talento precoce, ispiratosi a Claudio Gentile, si distingue fin dagli esordi come difensore dal fisico robusto e atletico, in possesso di buoni mezzi tecnici nonché abile nel gioco aereo e nell'anticipo; sa quindi emergere come uno dei più affidabili e tenaci marcatori della Serie A, annoverato da Marco van Basten tra i difensori più difficili da affrontare. Dotato di grande spirito agonistico, in virtù del quale dà il meglio di sé nelle partite più combattute, possiede inoltre una spiccata propensione al gioco d'attacco: all'apice della carriera, le sue frequenti sortite offensive lo rendono un terzino destro «di rilievo mondiale», puntuale nell'andare al cross e avvezzo al gol, grazie anche a un buon tiro da lontano. Nonostante alcuni scetticismi circa la sua adattabilità alla difesa a zona, nella seconda metà degli anni 1990 mostra di sapervisi adeguare, forte di una notevole duttilità che gli consente di agire anche da terzino sinistro, stopper e libero: ruolo, quest'ultimo, in cui chiude la carriera, compensando con l'esperienza i sopraggiunti limiti fisici.
Malgrado un acceso temperamento e uno stile di gioco piuttosto rude, che in carriera lo portano ad essere espulso per 12 volte, 11 delle quali in Serie A, Bergomi si è sovente distinto per sportività e professionalità, guadagnandosi l'apprezzamento di allenatori, compagni di squadra e avversari.

## Carriera

### Giocatore

#### Club

Bergomi, capitano dell'Inter, alza al cielo la Coppa UEFA 1993-1994

##### 1979-1991

Bergomi in maglia nerazzurra nella stagione 1981-82

Dopo essere stato scartato per due volte dal Milan a causa di reumatismi nel sangue, nel settembre del 1977 viene acquistato dall'Inter per 13 milioni di lire. Colpito dalle doti di Bergomi — «Un ragazzo di 17 anni come lui, di quella specie, io non l'ho mai più allenato» —, Eugenio Bersellini decide di farlo esordire in prima squadra a 16 anni e un mese (record assoluto nella storia interista) nella partita di Coppa Italia del 30 gennaio 1980 contro la Juventus, terminata 0-0.
Bergomi debutta in Serie A l'anno successivo, a 17 anni e due mesi, nella vittoria per 1-2 contro il Como del 22 febbraio 1981. L'esordio del giocatore è favorito dall'indisponibilità di Nazzareno Canuti e dall'infortunio di Gabriele Oriali, che deve essere sostituito a partita in corso: preferito a Franco Pancheri, è Bergomi a subentrare al mediano nerazzurro. Il successivo 4 marzo Bergomi esordisce anche in Coppa dei Campioni, nel quarto di finale contro la Stella Rossa (1-1): «Mi tremano le gambe. Me la cavo bene, penso. Marcai Petrović: ricordo che i giornali lo definiscono il Rivera jugoslavo. Bersellini si complimenta con me».
Segna il primo gol con la maglia dell'Inter in Coppa Italia, il 6 settembre 1981, nel derby di Milano, partita finita sul 2-2 proprio grazie alla rete di Bergomi all'89'. La prima rete in Serie A arriva il 10 gennaio 1982, in un match contro il Bologna finito 2-1 per l'Inter. Nello stesso anno, Bergomi entra nel giro della nazionale e viene convocato in extremis da Enzo Bearzot per il campionato del mondo 1982. Nella stagione 1983-1984 risulta uno dei migliori terzini destri del campionato.

Bergomi all'Inter nella seconda metà degli anni 80

Nella stagione 1988-1989, con il trasferimento di Alessandro Altobelli alla Juventus, Bergomi scende spesso in campo da capitano — sebbene l'effettivo detentore della fascia è ora Beppe Baresi, di solito impiegato da subentrante — e conquista l'unico scudetto della sua carriera, contribuendovi con un rendimento costante: l'Inter vince il campionato ottenendo 58 punti su 68, stabilendo un record, relativamente al periodo in cui la vittoria vale due punti. Nel novembre dello stesso anno, la squadra allenata da Giovanni Trapattoni conquista anche la Supercoppa italiana.
Il ciclo di Trapattoni si conclude con la vittoria della Coppa UEFA 1990-1991, la prima nella storia del club.

##### 1991-1999
In seguito all'addio del Trap, la squadra vive un periodo altalenante. Il secondo posto nella Serie A 1992-1993 e la conquista della Coppa UEFA 1993-1994 fanno da contraltare a stagioni anonime o negative: ottava classificata nel campionato 1991-1992, nel 1994 l'Inter rischia di retrocedere malgrado la concomitante affermazione europea, guadagnandosi la permanenza in Serie A solo alla penultima giornata. Soggetta a forti critiche — che coinvolgono anche Bergomi, nel frattempo divenuto capitano a tutti gli effetti —, la retroguardia dell'Inter viene rivoluzionata nell'estate del 1994 dalle cessioni di Riccardo Ferri e Walter Zenga, che passano alla Sampdoria nell'ambito della trattativa che porta in nerazzurro Gianluca Pagliuca.
Dopo altri due campionati privi di squilli, l'Inter recupera competitività tra il 1996 il 1998. Guidati da Roy Hodgson, i meneghini ottengono il terzo posto nella Serie A 1996-1997 e raggiungono la finale di Coppa UEFA, persa ai tiri di rigore contro lo Schalke 04. Bergomi, spesso schierato nel ruolo di terzino sinistro, si esprime su buoni livelli. Per la stagione 1997-1998, il club nerazzurro nomina come nuovo allenatore Luigi Simoni, che pone Bergomi al centro del suo progetto tattico, facendogli ricoprire il ruolo di libero. Bergomi ripaga l'allenatore con prestazioni convincenti, contribuendo al secondo posto in campionato e alla vittoria della Coppa UEFA, la terza sia per la squadra nerazzurra che per Bergomi. Stabilisce inoltre diversi record di presenze, superando Ray Clemence nelle coppe europee, Pietro Vierchowod in Coppa Italia, Giacinto Facchetti per partite in campionato con la maglia dell'Inter, Gianni Rivera per derby di Milano disputati e Franco Baresi per partite totali con un'unica squadra italiana. L'ottima stagione disputata gli vale il ritorno in nazionale e una maglia per il campionato del mondo 1998.

Un'esultanza di Bergomi – capitano nerazzurro – nella stagione 1998-99, l'ultima della sua carriera agonistica.

La stagione successiva, in cui taglia il traguardo delle 750 gare in maglia nerazzurra, non è altrettanto fortunata: l'Inter chiude un'annata travagliata all'ottavo posto, e Bergomi — che nel frattempo cede a Ronaldo i gradi di capitano — decide di ritirarsi poiché non rientra nei piani del nuovo allenatore Marcello Lippi. L'ultima presenza in carriera è quella del 23 maggio 1999, in occasione della vittoria casalinga (3-1) contro il Bologna.
Con l'Inter, Bergomi ha giocato in tutto 757 partite (28 reti), di cui 519 in Serie A (23 reti), 117 nelle coppe europee, 119 in Coppa Italia (5 reti), 1 nella Supercoppa italiana e 1 nel Torneo di Capodanno. Primatista di presenze in Coppa UEFA e Coppa Italia con la maglia nerazzurra, è preceduto dal solo Javier Zanetti per presenze totali, in Serie A, nelle coppe europee e nel derby di Milano.

#### Nazionale

##### Nazionali giovanili
Debutta nella nazionale Under-21 di Azeglio Vicini il 12 novembre 1981, durante le qualificazioni al campionato d'Europa 1982 (vittoria per 1-0 sulla Grecia); scende poi in campo negli unici due incontri disputati dall'Italia nella fase finale della competizione (terminati rispettivamente 0-1 e 0-0 contro la Scozia). In virtù del suo successivo ingresso nella nazionale maggiore, militerà con gli Azzurrini a corrente alternata, disputando in totale 7 partite, l'ultima delle quali valida per la semifinale di ritorno del campionato d'Europa 1984 (ininfluente vittoria per 1-0 contro l'Inghilterra, impostasi per 3-1 all'andata).

##### Nazionale maggiore

###### 1982-1986

Bergomi (in piedi, secondo da destra) in nazionale per un'amichevole preparatoria al

Esordisce in nazionale il 14 aprile 1982, a 18 anni, nella partita amichevole persa 1-0 contro la Germania Est a Lipsia. Il commissario tecnico Enzo Bearzot lo convoca quindi per il campionato del mondo 1982, consentendogli di diventare il più giovane giocatore azzurro a prendere parte a un campionato del mondo. Il difensore è impiegato per la prima volta nella sfida contro il Brasile, subentrando alla fine del primo tempo all'infortunato Fulvio Collovati: con il compito di marcare il centravanti Serginho, Bergomi gioca un'ottima partita, macchiata solo dalla deviazione che favorisce la rete di Paulo Roberto Falcão per il secondo, momentaneo pareggio verdeoro. Inizialmente destinato alla panchina, Bergomi scende in campo da titolare anche nella semifinale contro la Polonia: un lieve infortunio occorso al portiere Dino Zoff rende difficoltosi i suoi rinvii da fondo campo, spingendo Bearzot a schierare il terzino dell'Inter, elemento adatto a rilanciare l'azione dalle retrovie.
A causa dell'indisponibilità di Giancarlo Antognoni nella finale contro la Germania Ovest, Bergomi disputa dal primo minuto anche l'atto conclusivo del torneo. Nel corso della finale, vinta dagli azzurri per 3-1, il diciottenne milanese marca efficacemente l'attaccante tedesco Karl-Heinz Rummenigge ed è protagonista dell'azione del gol di Marco Tardelli per il momentaneo 2-0 italiano. Al triplice fischio dell'arbitro Coelho, Bergomi si laurea campione del mondo, diventando il secondo giocatore più giovane a fregiarsi di questo titolo, dopo Pelé (che lo conquista a 17 anni e 249 giorni nell'edizione di Svezia 1958).
Dopo la vittoria del torneo, Bergomi si impone come titolare a partire dal 1983 e prende parte a quattro delle otto gare di qualificazione al campionato d'Europa 1984, al quale l'Italia non approda classificandosi penultima nel proprio girone. Successivamente è titolare al campionato del mondo 1986, al quale gli Azzurri sono qualificati di diritto in quanto campioni in carica. Complice una squadra logora, contraddistinta da molti giocatori a fine carriera, la nazionale di Bearzot non convince e viene eliminata negli ottavi dalla Francia.

###### 1986-1998

Walter Zenga abbraccia Bergomi (a sinistra) dopo l'amichevole dell'8 ottobre 1986 contro la Grecia, in cui il difensore sigla una doppietta in maglia azzurra.

Durante la gestione di Azeglio Vicini, Bergomi realizza ognuna delle sue 6 reti in maglia azzurra, mettendo a segno le prime due nell'amichevole dell'8 ottobre 1986 contro la Grecia, coincidente con l'esordio del nuovo CT; in tale occasione, Bergomi diviene il primo difensore capace di segnare una doppietta con la maglia della nazionale italiana, e indossa per la prima volta la fascia da capitano, dopo la sostituzione di Alessandro Altobelli.
A partire dal 20 febbraio 1988, in occasione dell'amichevole vinta per 4-1 sull'Unione Sovietica, diviene a tutti gli effetti capitano degli Azzurri, ruolo che ricoprirà dal primo minuto per 33 partite. Sotto la gestione di Vicini prende parte al campionato d'Europa 1988, venendo inserito nella squadra ideale del torneo, e al campionato del mondo 1990, manifestazioni in entrambi i casi concluse in semifinale.
Il 5 giugno 1991, durante una partita valida per le qualificazioni al campionato d'Europa 1992 (Norvegia-Italia 2-1, penultima gara dell'era Vicini), Bergomi viene espulso a pochi secondi dal suo ingresso in campo, dopo uno scontro di gioco con Erik Pedersen seguito da un alterco con Gøran Sørloth; la successiva squalifica per sei giornate e l'approdo sulla panchina azzurra di Arrigo Sacchi determinano una lunga interruzione della sua carriera in nazionale: il nuovo CT preferisce infatti affidarsi a giocatori avvezzi alla difesa a zona, talvolta rinunciando a elementi di maggior tasso tecnico ma poco adatti al suo metodo di gioco, tra i quali Bergomi.
Sette anni dopo l'ultima apparizione in azzurro, a 34 anni, Bergomi torna in nazionale in occasione del campionato del mondo 1998, convocato da Cesare Maldini al posto dell'indisponibile Ciro Ferrara. Dopo essere sceso in campo nell'amichevole premondiale contro la Svezia, viene chiamato a sostituire l'infortunato Alessandro Nesta contro l'Austria, nella terza partita della fase a gironi, per poi giocare da titolare gli ottavi di finale contro la Norvegia e i quarti di finale contro la Francia, che elimina l'Italia ai tiri di rigore, in quella che è l'ultima delle 81 presenze di Bergomi in maglia azzurra; un traguardo, questo, che all'epoca gli vale il quarto posto nella classifica di presenze in nazionale, a pari merito con Franco Baresi e Marco Tardelli. Il commissario tecnico e i compagni di squadra spendono parole di elogio per il rendimento e la condotta del giocatore durante la competizione.

Il capitano azzurro Bergomi (a sinistra) e l'omologo argentino Diego Armando Maradona discutono con l'arbitro francese Michel Vautrot durante la semifinale del

Con quattro mondiali disputati, Bergomi è secondo, dietro Gianluigi Buffon, tra i giocatori italiani con più partecipazioni alla competizione iridata, a pari merito con Enrico Albertosi, Fabio Cannavaro, Paolo Maldini, Gianni Rivera e Dino Zoff. A differenza di questi ultimi, però, curiosamente non è mai sceso in campo in gare di qualificazione, dato che nel 1982 e nel 1998 il difensore viene convocato in extremis a qualificazione già ottenuta, mentre nelle edizioni 1986 e 1990 l'Italia è qualificata d'ufficio essendo stata rispettivamente campione in carica e Paese organizzatore.

### Dopo il ritiro

#### Calcio
Nel febbraio 2008 è diventato l'allenatore degli esordienti dell'Inter. Nel 2008-2009 allena l'Accademia Internazionale, con la quale vince anche il Campionato Allievi Dilettanti. Nel corso della stagione 2009-2010 allena gli Allievi del Monza e nella stagione 2010-2011 i Berretti.
Il 7 luglio 2011 assume la guida tecnica della squadra Berretti dell'Atalanta; con gli orobici arriva fino alla finale del campionato perdendo con l'Inter di Sergio Zanetti, sia la gara d'andata per 3-0, che quella di ritorno per 3-4. Nella stagione 2012-2013 vince il Campionato Berretti con l'Atalanta battendo in finale proprio l'Inter con un risultato complessivo di 4-2 (1-0 esterno per i milanesi all'andata e 4-1 esterno dell'Atalanta nella partita di ritorno). Il 25 luglio 2013 assume la guida tecnica della Berretti del Como. Mantiene l'incarico sino al 10 luglio 2014.
Dalla stagione 2017-2018 collabora con Giuseppe Chieppa alla guida degli allievi regionali dell’Accademia Internazionale.
Il 15 novembre 2021, Beppe Bergomi è stato premiato dalla onlus Amici per il Centrafrica i Bindun per la sua eccezionale professionalità e dedizione nel campo del volontariato. Il riconoscimento è stato conferito a Milano come omaggio alla sua continua dedizione e impegno nell'aiutare gli altri attraverso attività volontarie. L'Associazione i Bindun ha celebrato Bergomi per la sua straordinaria qualità professionale e per il suo contributo significativo nel mondo del volontariato.

#### Televisione
Dopo aver terminato la sua carriera agonistica, nel 1999 è diventato opinionista e commentatore tecnico, spesso al fianco della prima voce Fabio Caressa, dapprima per TELE+ e poi per Sky Sport. Sempre con Caressa, ha realizzato la telecronaca di diverse edizioni del videogioco di calcio FIFA.

## Statistiche

### Presenze e reti nei club
| Stagione        | Squadra         | Campionato      | Campionato | Campionato | Coppe nazionali | Coppe nazionali | Coppe nazionali | Coppe continentali | Coppe continentali | Coppe continentali | Altre coppe | Altre coppe | Altre coppe | Totale | Totale |
| Stagione        | Squadra         | Comp            | Pres       | Reti       | Comp            | Pres            | Reti            | Comp               | Pres               | Reti               | Comp        | Pres        | Reti        | Pres   | Reti   |
| --------------- | --------------- | --------------- | ---------- | ---------- | --------------- | --------------- | --------------- | ------------------ | ------------------ | ------------------ | ----------- | ----------- | ----------- | ------ | ------ |
| 1979-1980       | Inter           | A               | 0          | 0          | CI              | 1               | 0               | CU                 | 0                  | 0                  | -           | -           | -           | 1      | 0      |
| 1980-1981       | Inter           | A               | 12         | 0          | CI              | 0               | 0               | CC                 | 4                  | 0                  | TC          | 1           | 0           | 17     | 0      |
| 1981-1982       | Inter           | A               | 24         | 2          | CI              | 10              | 2               | CU                 | 4                  | 0                  | -           | -           | -           | 38     | 4      |
| 1982-1983       | Inter           | A               | 28         | 1          | CI              | 9               | 1               | CdC                | 6                  | 0                  | -           | -           | -           | 43     | 2      |
| 1983-1984       | Inter           | A               | 25         | 0          | CI              | 5               | 0               | CU                 | 5                  | 0                  | -           | -           | -           | 35     | 0      |
| 1984-1985       | Inter           | A               | 29         | 2          | CI              | 9               | 0               | CU                 | 10                 | 0                  | -           | -           | -           | 48     | 2      |
| 1985-1986       | Inter           | A               | 30         | 5          | CI              | 6               | 0               | CU                 | 10                 | 0                  | TE          | 0           | 0           | 46     | 5      |
| 1986-1987       | Inter           | A               | 28         | 2          | CI              | 9               | 0               | CU                 | 8                  | 0                  | -           | -           | -           | 45     | 2      |
| 1987-1988       | Inter           | A               | 28         | 1          | CI              | 9               | 0               | CU                 | 5                  | 0                  | -           | -           | -           | 42     | 1      |
| 1988-1989       | Inter           | A               | 32         | 1          | CI              | 8               | 0               | CU                 | 6                  | 0                  | -           | -           | -           | 46     | 1      |
| 1989-1990       | Inter           | A               | 33         | 2          | CI              | 4               | 0               | CC                 | 2                  | 0                  | SI          | 1           | 0           | 40     | 2      |
| 1990-1991       | Inter           | A               | 30         | 3          | CI              | 4               | 1               | CU                 | 12                 | 0                  | -           | -           | -           | 46     | 4      |
| 1991-1992       | Inter           | A               | 29         | 0          | CI              | 6               | 0               | CU                 | 2                  | 0                  | -           | -           | -           | 37     | 0      |
| 1992-1993       | Inter           | A               | 31         | 2          | CI              | 6               | 0               | -                  | -                  | -                  | -           | -           | -           | 37     | 2      |
| 1993-1994       | Inter           | A               | 31         | 0          | CI              | 4               | 0               | CU                 | 12                 | 0                  | -           | -           | -           | 47     | 0      |
| 1994-1995       | Inter           | A               | 32         | 1          | CI              | 7               | 1               | CU                 | 2                  | 0                  | -           | -           | -           | 41     | 2      |
| 1995-1996       | Inter           | A               | 27         | 0          | CI              | 5               | 0               | CU                 | 1                  | 0                  | -           | -           | -           | 33     | 0      |
| 1996-1997       | Inter           | A               | 19         | 0          | CI              | 7               | 0               | CU                 | 10                 | 0                  | -           | -           | -           | 36     | 0      |
| 1997-1998       | Inter           | A               | 28         | 0          | CI              | 5               | 0               | CU                 | 9                  | 0                  | -           | -           | -           | 42     | 0      |
| 1998-1999       | Inter           | A               | 23         | 1          | CI              | 5               | 0               | UCL                | 9                  | 0                  | -           | -           | -           | 37     | 1      |
| Totale carriera | Totale carriera | Totale carriera | 519        | 23         |                 | 119             | 5               |                    | 117                | 0                  |             | 2           | 0           | 757    | 28     |

### Cronologia presenze e reti in nazionale
| Cronologia completa delle presenze e delle reti in nazionale ― Italia | Cronologia completa delle presenze e delle reti in nazionale ― Italia | Cronologia completa delle presenze e delle reti in nazionale ― Italia | Cronologia completa delle presenze e delle reti in nazionale ― Italia | Cronologia completa delle presenze e delle reti in nazionale ― Italia | Cronologia completa delle presenze e delle reti in nazionale ― Italia | Cronologia completa delle presenze e delle reti in nazionale ― Italia | Cronologia completa delle presenze e delle reti in nazionale ― Italia |
| Data                                                                  | Città                                                                 | In casa                                                               | Risultato                                                             | Ospiti                                                                | Competizione                                                          | Reti                                                                  | Note                                                                  |
| --------------------------------------------------------------------- | --------------------------------------------------------------------- | --------------------------------------------------------------------- | --------------------------------------------------------------------- | --------------------------------------------------------------------- | --------------------------------------------------------------------- | --------------------------------------------------------------------- | --------------------------------------------------------------------- |
| 14-4-1982                                                             | Lipsia                                                                | Germania Est                                                          | 1 – 0                                                                 | Italia                                                                | Amichevole                                                            | -                                                                     | 61’                                                                   |
| 5-7-1982                                                              | Barcellona                                                            | Italia                                                                | 3 – 2                                                                 | Brasile                                                               | Mondiali 1982 - 2º turno                                              | -                                                                     | 34’                                                                   |
| 8-7-1982                                                              | Barcellona                                                            | Italia                                                                | 2 – 0                                                                 | Polonia                                                               | Mondiali 1982 - Semifinale                                            | -                                                                     |                                                                       |
| 11-7-1982                                                             | Madrid                                                                | Italia                                                                | 3 – 1                                                                 | Germania Ovest                                                        | Mondiali 1982 - Finale                                                | -                                                                     | [ 107 ]                                                               |
| 27-10-1982                                                            | Roma                                                                  | Italia                                                                | 0 – 1                                                                 | Svizzera                                                              | Amichevole                                                            | -                                                                     | 84’                                                                   |
| 13-11-1982                                                            | Milano                                                                | Italia                                                                | 2 – 2                                                                 | Cecoslovacchia                                                        | Qual. Euro 1984                                                       | -                                                                     |                                                                       |
| 5-10-1983                                                             | Bari                                                                  | Italia                                                                | 3 – 0                                                                 | Grecia                                                                | Amichevole                                                            | -                                                                     |                                                                       |
| 15-10-1983                                                            | Napoli                                                                | Italia                                                                | 0 – 3                                                                 | Svezia                                                                | Qual. Euro 1984                                                       | -                                                                     |                                                                       |
| 16-11-1983                                                            | Praga                                                                 | Cecoslovacchia                                                        | 2 – 0                                                                 | Italia                                                                | Qual. Euro 1984                                                       | -                                                                     |                                                                       |
| 22-12-1983                                                            | Perugia                                                               | Italia                                                                | 3 – 1                                                                 | Cipro                                                                 | Qual. Euro 1984                                                       | -                                                                     |                                                                       |
| 4-2-1984                                                              | Roma                                                                  | Italia                                                                | 5 – 0                                                                 | Messico                                                               | Amichevole                                                            | -                                                                     |                                                                       |
| 3-3-1984                                                              | Istanbul                                                              | Turchia                                                               | 1 – 2                                                                 | Italia                                                                | Amichevole                                                            | -                                                                     |                                                                       |
| 7-4-1984                                                              | Verona                                                                | Italia                                                                | 1 – 1                                                                 | Cecoslovacchia                                                        | Amichevole                                                            | -                                                                     |                                                                       |
| 22-5-1984                                                             | Zurigo                                                                | Germania Ovest                                                        | 1 – 0                                                                 | Italia                                                                | Amichevole                                                            | -                                                                     |                                                                       |
| 26-5-1984                                                             | Toronto                                                               | Canada                                                                | 0 – 2                                                                 | Italia                                                                | Amichevole                                                            | -                                                                     |                                                                       |
| 30-5-1984                                                             | New York                                                              | Stati Uniti                                                           | 0 – 0                                                                 | Italia                                                                | Amichevole                                                            | -                                                                     | 73’                                                                   |
| 26-9-1984                                                             | Milano                                                                | Italia                                                                | 1 – 0                                                                 | Svezia                                                                | Amichevole                                                            | -                                                                     |                                                                       |
| 3-11-1984                                                             | Losanna                                                               | Svizzera                                                              | 1 – 1                                                                 | Italia                                                                | Amichevole                                                            | -                                                                     |                                                                       |
| 8-12-1984                                                             | Pescara                                                               | Italia                                                                | 2 – 0                                                                 | Polonia                                                               | Amichevole                                                            | -                                                                     | 46’                                                                   |
| 5-2-1985                                                              | Dublino                                                               | Irlanda                                                               | 1 – 2                                                                 | Italia                                                                | Amichevole                                                            | -                                                                     |                                                                       |
| 13-3-1985                                                             | Atene                                                                 | Grecia                                                                | 0 – 0                                                                 | Italia                                                                | Amichevole                                                            | -                                                                     |                                                                       |
| 3-4-1985                                                              | Ascoli Piceno                                                         | Italia                                                                | 2 – 0                                                                 | Portogallo                                                            | Amichevole                                                            | -                                                                     | 79’                                                                   |
| 2-6-1985                                                              | Città del Messico                                                     | Messico                                                               | 1 – 1                                                                 | Italia                                                                | Amichevole                                                            | -                                                                     |                                                                       |
| 6-6-1985                                                              | Città del Messico                                                     | Italia                                                                | 2 – 1                                                                 | Inghilterra                                                           | Amichevole                                                            | -                                                                     |                                                                       |
| 25-9-1985                                                             | Lecce                                                                 | Italia                                                                | 1 – 2                                                                 | Norvegia                                                              | Amichevole                                                            | -                                                                     |                                                                       |
| 16-11-1985                                                            | Chorzów                                                               | Polonia                                                               | 1 – 0                                                                 | Italia                                                                | Amichevole                                                            | -                                                                     |                                                                       |
| 5-2-1986                                                              | Avellino                                                              | Italia                                                                | 1 – 2                                                                 | Germania Ovest                                                        | Amichevole                                                            | -                                                                     |                                                                       |
| 11-5-1986                                                             | Napoli                                                                | Italia                                                                | 2 – 0                                                                 | Cina                                                                  | Amichevole                                                            | -                                                                     | 82’                                                                   |
| 31-5-1986                                                             | Città del Messico                                                     | Italia                                                                | 1 – 1                                                                 | Bulgaria                                                              | Mondiali 1986 - 1º turno                                              | -                                                                     |                                                                       |
| 5-6-1986                                                              | Puebla                                                                | Italia                                                                | 1 – 1                                                                 | Argentina                                                             | Mondiali 1986 - 1º turno                                              | -                                                                     |                                                                       |
| 17-6-1986                                                             | Città del Messico                                                     | Francia                                                               | 2 – 0                                                                 | Italia                                                                | Mondiali 1986 - Ottavi di finale                                      | -                                                                     |                                                                       |
| 8-10-1986                                                             | Bologna                                                               | Italia                                                                | 2 – 0                                                                 | Grecia                                                                | Amichevole                                                            | 2                                                                     |                                                                       |
| 15-11-1986                                                            | Milano                                                                | Italia                                                                | 3 – 2                                                                 | Svizzera                                                              | Qual. Euro 1988                                                       | -                                                                     |                                                                       |
| 6-12-1986                                                             | La Valletta                                                           | Malta                                                                 | 0 – 2                                                                 | Italia                                                                | Qual. Euro 1988                                                       | -                                                                     |                                                                       |
| 24-1-1987                                                             | Bergamo                                                               | Italia                                                                | 5 – 0                                                                 | Malta                                                                 | Qual. Euro 1988                                                       | 1                                                                     |                                                                       |
| 14-2-1987                                                             | Lisbona                                                               | Portogallo                                                            | 0 – 1                                                                 | Italia                                                                | Qual. Euro 1988                                                       | -                                                                     |                                                                       |
| 18-4-1987                                                             | Colonia                                                               | Germania Ovest                                                        | 0 – 0                                                                 | Italia                                                                | Amichevole                                                            | -                                                                     |                                                                       |
| 28-5-1987                                                             | Oslo                                                                  | Norvegia                                                              | 0 – 0                                                                 | Italia                                                                | Amichevole                                                            | -                                                                     | 46’                                                                   |
| 3-6-1987                                                              | Stoccolma                                                             | Svezia                                                                | 1 – 0                                                                 | Italia                                                                | Qual. Euro 1988                                                       | -                                                                     |                                                                       |
| 23-9-1987                                                             | Pisa                                                                  | Italia                                                                | 1 – 0                                                                 | Jugoslavia                                                            | Amichevole                                                            | -                                                                     |                                                                       |
| 14-11-1987                                                            | Napoli                                                                | Italia                                                                | 2 – 1                                                                 | Svezia                                                                | Qual. Euro 1988                                                       | -                                                                     |                                                                       |
| 5-12-1987                                                             | Milano                                                                | Italia                                                                | 3 – 0                                                                 | Portogallo                                                            | Qual. Euro 1988                                                       | -                                                                     |                                                                       |
| 20-2-1988                                                             | Bari                                                                  | Italia                                                                | 4 – 1                                                                 | Unione Sovietica                                                      | Amichevole                                                            | 1                                                                     | Cap.                                                                  |
| 31-3-1988                                                             | Spalato                                                               | Jugoslavia                                                            | 1 – 1                                                                 | Italia                                                                | Amichevole                                                            | -                                                                     | Cap.                                                                  |
| 27-4-1988                                                             | Lussemburgo                                                           | Lussemburgo                                                           | 0 – 3                                                                 | Italia                                                                | Amichevole                                                            | 1                                                                     | Cap.                                                                  |
| 4-6-1988                                                              | Brescia                                                               | Italia                                                                | 0 – 1                                                                 | Galles                                                                | Amichevole                                                            | -                                                                     | Cap.                                                                  |
| 10-6-1988                                                             | Düsseldorf                                                            | Germania Ovest                                                        | 1 – 1                                                                 | Italia                                                                | Euro 1988 - 1º turno                                                  | -                                                                     | Cap.                                                                  |
| 14-6-1988                                                             | Francoforte                                                           | Italia                                                                | 1 – 0                                                                 | Spagna                                                                | Euro 1988 - 1º turno                                                  | -                                                                     | Cap.                                                                  |
| 17-6-1988                                                             | Colonia                                                               | Italia                                                                | 2 – 0                                                                 | Danimarca                                                             | Euro 1988 - 1º turno                                                  | -                                                                     | Cap.                                                                  |
| 22-6-1988                                                             | Stoccarda                                                             | Unione Sovietica                                                      | 2 – 0                                                                 | Italia                                                                | Euro 1988 - Semifinale                                                | -                                                                     | Cap.                                                                  |
| 19-10-1988                                                            | Pescara                                                               | Italia                                                                | 2 – 1                                                                 | Norvegia                                                              | Amichevole                                                            | -                                                                     | Cap. · 46’                                                            |
| 16-11-1988                                                            | Roma                                                                  | Italia                                                                | 1 – 0                                                                 | Paesi Bassi                                                           | Amichevole                                                            | -                                                                     | Cap.                                                                  |
| 22-12-1988                                                            | Perugia                                                               | Italia                                                                | 2 – 0                                                                 | Scozia                                                                | Amichevole                                                            | -                                                                     | Cap. · 50’                                                            |
| 22-2-1989                                                             | Pisa                                                                  | Italia                                                                | 1 – 0                                                                 | Danimarca                                                             | Amichevole                                                            | 1                                                                     | Cap.                                                                  |
| 25-3-1989                                                             | Vienna                                                                | Austria                                                               | 0 – 1                                                                 | Italia                                                                | Amichevole                                                            | -                                                                     | Cap.                                                                  |
| 29-3-1989                                                             | Sibiu                                                                 | Romania                                                               | 1 – 0                                                                 | Italia                                                                | Amichevole                                                            | -                                                                     | Cap. · 51’                                                            |
| 22-4-1989                                                             | Verona                                                                | Italia                                                                | 1 – 1                                                                 | Uruguay                                                               | Amichevole                                                            | -                                                                     | Cap.                                                                  |
| 26-4-1989                                                             | Taranto                                                               | Italia                                                                | 4 – 0                                                                 | Ungheria                                                              | Amichevole                                                            | -                                                                     | 78’                                                                   |
| 20-9-1989                                                             | Cesena                                                                | Italia                                                                | 4 – 0                                                                 | Bulgaria                                                              | Amichevole                                                            | -                                                                     | Cap. · 76’                                                            |
| 14-10-1989                                                            | Bologna                                                               | Italia                                                                | 0 – 1                                                                 | Brasile                                                               | Amichevole                                                            | -                                                                     | Cap.                                                                  |
| 11-11-1989                                                            | Vicenza                                                               | Italia                                                                | 1 – 0                                                                 | Algeria                                                               | Amichevole                                                            | -                                                                     | Cap. · 46’                                                            |
| 15-11-1989                                                            | Londra                                                                | Inghilterra                                                           | 0 – 0                                                                 | Italia                                                                | Amichevole                                                            | -                                                                     | Cap.                                                                  |
| 21-12-1989                                                            | Cagliari                                                              | Italia                                                                | 0 – 0                                                                 | Argentina                                                             | Amichevole                                                            | -                                                                     | Cap.                                                                  |
| 21-2-1990                                                             | Rotterdam                                                             | Paesi Bassi                                                           | 0 – 0                                                                 | Italia                                                                | Amichevole                                                            | -                                                                     | Cap. · 58’                                                            |
| 31-3-1990                                                             | Basilea                                                               | Svizzera                                                              | 0 – 1                                                                 | Italia                                                                | Amichevole                                                            | -                                                                     | Cap.                                                                  |
| 9-6-1990                                                              | Roma                                                                  | Italia                                                                | 1 – 0                                                                 | Austria                                                               | Mondiali 1990 - 1º turno                                              | -                                                                     | Cap.                                                                  |
| 14-6-1990                                                             | Roma                                                                  | Italia                                                                | 1 – 0                                                                 | Stati Uniti                                                           | Mondiali 1990 - 1º turno                                              | -                                                                     | Cap.                                                                  |
| 19-6-1990                                                             | Roma                                                                  | Italia                                                                | 2 – 0                                                                 | Cecoslovacchia                                                        | Mondiali 1990 - 1º turno                                              | -                                                                     | Cap.                                                                  |
| 25-6-1990                                                             | Roma                                                                  | Italia                                                                | 2 – 0                                                                 | Uruguay                                                               | Mondiali 1990 - Ottavi di finale                                      | -                                                                     | Cap.                                                                  |
| 30-6-1990                                                             | Roma                                                                  | Italia                                                                | 1 – 0                                                                 | Irlanda                                                               | Mondiali 1990 - Quarti di finale                                      | -                                                                     | Cap.                                                                  |
| 3-7-1990                                                              | Napoli                                                                | Argentina                                                             | 1 – 1 dts                                                             | Italia                                                                | Mondiali 1990 - Semifinale                                            | -                                                                     | Cap.                                                                  |
| 7-7-1990                                                              | Bari                                                                  | Italia                                                                | 2 – 1                                                                 | Inghilterra                                                           | Mondiali 1990 - Finale 3º posto                                       | -                                                                     | Cap.                                                                  |
| 26-9-1990                                                             | Palermo                                                               | Italia                                                                | 1 – 0                                                                 | Paesi Bassi                                                           | Amichevole                                                            | -                                                                     | Cap.                                                                  |
| 17-10-1990                                                            | Budapest                                                              | Ungheria                                                              | 1 – 1                                                                 | Italia                                                                | Qual. Euro 1992                                                       | -                                                                     | Cap.                                                                  |
| 22-12-1990                                                            | Limassol                                                              | Cipro                                                                 | 0 – 4                                                                 | Italia                                                                | Qual. Euro 1992                                                       | -                                                                     | Cap.                                                                  |
| 5-6-1991                                                              | Oslo                                                                  | Norvegia                                                              | 2 – 1                                                                 | Italia                                                                | Qual. Euro 1992                                                       | -                                                                     | 90’ 90’                                                               |
| 12-6-1991                                                             | Malmö                                                                 | Italia                                                                | 2 – 0 dts                                                             | Danimarca                                                             | Torneo Scania 100                                                     | -                                                                     | Cap.                                                                  |
| 2-6-1998                                                              | Göteborg                                                              | Svezia                                                                | 1 – 0                                                                 | Italia                                                                | Amichevole                                                            | -                                                                     | 72’                                                                   |
| 23-6-1998                                                             | Saint-Denis                                                           | Italia                                                                | 2 – 1                                                                 | Austria                                                               | Mondiali 1998 - 1º turno                                              | -                                                                     | 4’                                                                    |
| 27-6-1998                                                             | Marsiglia                                                             | Italia                                                                | 1 – 0                                                                 | Norvegia                                                              | Mondiali 1998 - Ottavi di finale                                      | -                                                                     |                                                                       |
| 3-7-1998                                                              | Parigi                                                                | Italia                                                                | 0 – 0 dts (3 – 4 dtr)                                                 | Francia                                                               | Mondiali 1998 - Quarti di finale                                      | -                                                                     |                                                                       |
| Totale                                                                |                                                                       | Presenze (12º posto)                                                  | 81                                                                    |                                                                       | Reti                                                                  | 6                                                                     |                                                                       |

### Record
- Giocatore che ha disputato il maggior numero di stagioni con la maglia dell'Inter (20 stagioni)
- Calciatore con più presenze in Coppa UEFA/Europa League (96).[10]
- Giocatore dell'Inter con più presenze in Coppa Italia, 119.[14]
- Più giovane calciatore dell'Inter ad aver debuttato in prima squadra (16 anni, 1 mese e 8 giorni).[45]
- Più giovane calciatore dell'Inter ad aver debuttato in Coppa Campioni/Champions League (17 anni e 72 giorni).
- Più giovane calciatore italiano ad aver vinto un campionato del mondo (18 anni, 6 mesi e 19 giorni).[9]
- Primo difensore ad aver realizzato una doppietta con la maglia della nazionale italiana.[83]

## Palmarès

### Giocatore

#### Club

##### Competizioni nazionali
- Campionato italiano: 1

Inter: 1988-1989
- Coppa Italia: 1

Inter: 1981-1982
- Supercoppa italiana: 1

Inter: 1989

##### Competizioni internazionali
- Coppa UEFA: 3

Inter: 1990-1991, 1993-1994, 1997-1998

#### Nazionale
- Campionato mondiale: 1

Spagna 1982

#### Individuale
- Squadra del torneo del campionato europeo: 1

Germania Ovest 1988
- Onze de Onze: 3

1989, 1990, 1991
- Premio Nazionale Carriera Esemplare Gaetano Scirea

1997
- Inserito nella FIFA 100

2004
- Inserito nella Hall of Fame del calcio italiano nella categoria Giocatore italiano

2016
- Inserito nella Hall of Fame dell'Inter nella categoria Difensori

2020
- Candidato al Dream Team del Pallone d'oro (2020)

### Allenatore
- Campionato Allievi Dilettanti: 1

Accademia Internazionale: 2008-2009
- Campionato Nazionale Dante Berretti: 1

Atalanta: 2012-2013